# 박광현 (배우)
박광현(朴珖賢, 1977년 10월 11일~)은 대한민국의 배우, 가수이다. 1996년부터 광고 모델로 잠시 활약 후 이듬해 1997년 SBS 7기 공채 탤런트로 데뷔하였다.

## 학력
- 한남대학교 대학원 체육학과 체육학 박사과정 수료

## 연기 활동

### 텔레비전 드라마
- 1997년 SBS 드라마스페셜 《형제의 강》
- 1997년 SBS 월화드라마 《여자》 ... 서걸남 역
- 1997년 SBS 주말특별기획드라마 《아름다운 그녀》
- 1997년 SBS 수목드라마 《달팽이》
- 1997년 SBS 단막극 《70분 드라마 - 숙희 정희》
- 1997년 SBS 일일연속극 《미아리 일번지》
- 1998년 SBS 주말극장 《사랑해 사랑해》
- 1998년 SBS 일일연속극 《7인의 신부》
- 1998년 SBS 수목드라마 《승부사》
- 1998년 SBS 청춘시트콤 《나 어때》 ... 박윤호 역
- 1998년 SBS 일일연속극 《미우나 고우나》
- 1999년 SBS 일요드라마 《카이스트》
- 1999년 MBC 월화드라마 《왕초》 ... 명태 역
- 1999년 MBC 일일시트콤 《남자 셋 여자 셋》
- 1999년 MBC 청춘시트콤 《점프》 ... 박광현 역
- 2000년 KBS2 메디컬 서스펜스 드라마 《RNA》 ... 이태성 역
- 2000년 KBS1 시즌제 교육 드라마 《학교 3》 ... 이세찬 역
- 2000년 SBS 의학드라마 《메디컬 센터》 ... 강지태 역
- 2001년 MBC 단막극 《MBC 베스트극장 - 총각 파티》
- 2001년 KBS1 일일연속극 《우리가 남인가요》 ... 박윤호 역
- 2001년 MBC 청춘시트콤 《뉴논스톱》
- 2002년 MBC 수목미니시리즈 《그 햇살이 나에게》 ... 이한수 역
- 2002년 SBS 드라마스페셜 《나쁜 여자들》 ... 김신호 역
- 2003년 MBC 월화미니시리즈 《내 인생의 콩깍지》 ... 서경수 역
- 2004년 MBC 일요아침드라마 《단팥빵》 ... 안남준 역
- 2008년 MBC 드라마넷 조선과학수사대 《별순검 시즌2》 ... 선우현 역
- 2009년 SBS 주말극장 《사랑은 아무나 하나》 ... 이순신 역
- 2009년 SBS 드라마스페셜 《태양을 삼켜라》 ... 현기상 역
- 2010년 MBC 아침드라마 《분홍립스틱》 ... 하재범 역
- 2011년 SBS 시트콤 《웰컴 투 더 쇼》
- 2012년 KBS 드라마 토요드라마 《자체발광 그녀》 ... 노용우 역
- 2012년 SBS 특별기획 《청담동 앨리스》 ... 허동욱 역
- 2013년 KBS2 일일연속극 《루비 반지》 ... 나인수 역
- 2014년 MBC 일일연속극 《빛나는 로맨스》 ... 한상욱 역
- 2016년 MBC 일일연속극 《최고의 연인》 ... 정우혁 역
- 2017년 SBS 주말드라마 《언니는 살아있다》 ... 추태수 역
- 2018년 KBS2 일일연속극 《끝까지 사랑》 ... 한두영 역

### 영화
- 2002년 《뚫어야 산다》 ... 우진 역
- 2007년 《커플 브레이킹》 ... 이정석 역
- 2010년 《고치방》 ... 김지훈 역

### 연극
- 2016년 《인간》 ... 라울 역

### 뮤지컬
- 2012년 《캐치 미 이프 유 캔》 ... 프랭크 역
- 2013년 《스칼렛 핌퍼넬》 ... 퍼시(스칼렛 핌퍼넬) 역
- 2018년 《애니》 ... 올리버 워벅스 역

## 연기 외 활동

### 텔레비전 프로그램
- 1999년 KMTV 《결정! 인기가요 43》 (채나리와 공동진행)
- 2000년 MBC 《생방송 음악캠프》
- 2000년 MBC 《제18회 MBC 창작동요제》
- 2000년 MBC 《2000 MBC 강변가요제》
- 2001년 MBC 《제19회 MBC 창작동요제》
- 2002년 KBS1 12월 21일) 《가족오락관》
- 2002년 KBS2 《윤도현의 러브레터》
- 2011년 KBS2 《승부차기쇼 심장이 뛴다》
- 2012년 MBC 《2012 코이카의 꿈》
- 2013년 tvN 《청담동 111》
- 2013년 KBS2 《해피선데이:맘마미아》
- 2013년 JTBC 《송년특집 매직 쇼쇼쇼》
- 2014년 tvN] 《SNL 코리아》
- 2014년 KBS2 《나의 결혼 원정기》
- 2015년 MBC  《미스터리 음악쇼: 복면가왕》
- 2015년 MBN 《살림 9단의 만물상》
- 2016년 XTM 《더 벙커 시즌 7》
- 2018년 채널A 《아빠본색》
- 2020년 MBN 《보이스트롯》
- 2020년 MBN 《트롯파이터》
- 2021년 KBS2 《2TV 생생정보》
- 2021년 TV조선 《골프왕2》
- 2023년 MBC 《생방송 행복드림 로또 6/45》- 1067회 게스트

### 라디오 프로그램
- 2000년 4월~2001년 4월 MBC FM 《별이 빛나는 밤에》 17대 별밤지기
- 2016년 EBS FM 《EBS 책 읽는 라디오 낭독 시리즈》

### 뮤직비디오
- 2011년 성유리 - 한 사람

### 광고
- 2001년 농심 꿀꽈배기
- 2003년 리글리 에어웨이브

## 음반

### 발매 음반
- 2003년 10월 31일 1집 - 비소
- 2004년 11월 19일 2집 - the DAY

### 참여 음반
- 《내 인생의 콩깍지 OST》(2003년)
  - 〈내 인생의 콩깍지 (T.R. ver.)〉
  - 〈그 남자 그 여자 (with 소유진)〉
  - 〈경수는 헷갈리네〉
  - 〈오늘밤 어때?〉
- 《Club Dance 가요 리믹스 Vol. 3》(2003년)
  - 〈비소〉

## 홍보대사
- 2007년 저작권 홍보대사

## 수상 및 후보
| 연도 | 시상식                | 부문                        | 작품             | 결과 |
| ---- | --------------------- | --------------------------- | ---------------- | ---- |
| 1997 | SBS 톱탤런트 선발대회 | 금상                        | 빈칸             | 수상 |
| 2000 | MBC 연기대상          | 라디오부문 신인상           | 별이 빛나는 밤에 | 수상 |
| 2000 | KBS 연기대상          | 남자 신인상                 | RNA, 학교 3      | 수상 |
| 2003 | MBC 연기대상          | 남자 우수상                 | 내 인생의 콩깍지 | 후보 |
| 2014 | KBS 연기대상          | 일일극 부문 남자 우수연기상 | 루비반지         | 후보 |

## 기타 이력
- 2007년 명지전문대학 연극영상학과 겸임교수
- 2011년 우석대학교 연극영화학과 전임강사